# Noli de Castro
Manuel de Castro y Leuterio (Pola; 6 de julio de 1949), popularmente conocido como Noli de Castro o "Kabayan" ("compatriota" en tagalo), es un político y periodista filipino, que se desempeñó como el 12°. vicepresidente de Filipinas entre el 30 de junio de 2004 y el 30 de junio de 2010. 
De Castro fue elegido senador en 2001, y fue elegido vicepresidente de la República de Filipinas, el 30 de junio de 2004, durante el mandato de la presidenta Gloria Macapagal Arroyo. Es el principal presentador de noticias de TV Patrol.

## Biografía
De Castro nació en la ciudad de Pola, Mindoro Oriental, el 6 de julio de 1949. Quinto hijo de Manuel de Castro Sr. y Demetria Leuterio, estudió en la Universidad del Este, obteniendo en 1971 una licenciatura en Comercio, y una especialización en Banca y Finanzas, además de poseer un Doctorado honoris causa de la Universidad Politécnica de Filipinas.
De Castro comenzó su carrera como locutor durante el gobierno de Ferdinand Marcos, cuando se suprimió la libertad de prensa. Trabajó como reportero de campo para Johnny de León, un popular locutor de radio en ese momento. Más tarde se convirtió en locutor de radio en la estación DWWW de Radio Philippines Network, de 1982 a 1986.
Después del derrocamiento de Marcos en 1986, de Castro se unió a ABS-CBN. Consiguió su incursión en la televisión como presentador del segmento de "At Your Service" de Good Morning, Filipinas. También se unió a DZMM, una estación de radio de ABS-CBN, como presentador de Kabayan. Fue debido a la popularidad del programa que se ganó el apodo de "Kabayan Noli".
En 1987, de Castro se convirtió en presentador de Magandang Gabi ... Bayan y presentador del éxito de noticias y asuntos públicos, TV Patrol. En julio de 1996, se convirtió en el único presentador del noticiero y en enero de 1999 se convirtió en el jefe general de producción del noticiero y en el vicepresidente de DZMM. 

## Vicepresidencia (2004-2010)
En las elecciones presidenciales de 2004, de Castro se postuló para vicepresidente. Ganó por un estrecho margen sobre la senadora Loren Legarda, pero esta última presentó una protesta electoral. La Corte Suprema, actuando como Tribunal Presidencial Electoral (PET), desestimó la protesta. Fue designado por la presidenta como presidente del Consejo Coordinador de Vivienda y Desarrollo Urbano (HUDCC).  
También fue designado como consejero presidencial concurrente sobre trabajadores filipinos en el extranjero, como presidente suplente de la Comisión Nacional de Lucha contra la Pobreza, jefe del grupo de trabajo contra el reclutamiento ilegal, zar de control de precios y oficial de gabinete para el desarrollo regional de Palawan.
De Castro era presidente del Fondo Pag-IBIG cuando tuvo lugar la estafa de vivienda de 6.600 millones de dólares que involucraba la estafa de Globe Asiatique (GA). A lo largo de su vicepresidencia, de Castro tuvo un protagonismo mínimo y fue considerado sólo como un "respaldo" para la entonces coalición del partido en el poder si alguna vez la presidenta Arroyo era derrocada.

### Elecciones presidenciales de 2010
De Castro fue inicialmente uno de los favoritos en las elecciones presidenciales de 2010. Siendo el vicepresidente, fue una opción popular entre los votantes mayores para reemplazar a la presidenta saliente Gloria Macapagal-Arroyo. Sin embargo, su liderazgo fue tomado por Benigno Aquino III (quien luego ganó) después de que Aquino declaró su intención de postularse para presidente. En diciembre de 2009, no se presentó para ser incluido en la boleta. En una entrevista realizada por Karen Dávila, anunció que se retiraría de la política al final de su período vicepresidencial y tenía la intención de comprometerse a tiempo completo con el periodismo televisivo.

## Vuelta a la televisión
En julio de 2010, Kabayan regresó al aire con De Castro como su presentador una vez más. En noviembre de 2010, regresó como presentador de TV Patrol. Había sido un crítico acérrimo de casi todos los programas del presidente Noynoy Aquino, quien había criticado a la expresidenta Arroyo, compañera de fórmula de Castro en las elecciones de 2004. Se sabe que lanzó diatribas contra Aquino durante la presidencia de Aquino, que terminó en mayo de 2016. 
En 2018, la administración de Rodrigo Duterte lo estaba mirando por un posible regreso a la política bajo la nueva administración. De Castro apoya la Guerra contra el narcotráfico en Filipinas. De Castro, junto con Persida Acosta, amplificó la posibilidad de la vacuna contra el dengue, que comenzó durante el mandato del expresidente Aquino, como causa de muerte de niños en Filipinas. Más tarde fue probado por la Organización Mundial de la Salud y el Departamento de Salud de Filipinas que la vacuna es segura y que las muertes iniciales de niños no estaban relacionadas con la vacuna. Varias organizaciones han culpado a de Castro y Acosta por su desinformación que provocó la muerte de numerosos jóvenes filipinos debido a una "campaña de miedo a la vacunación".